# Hornachos
Hornachos es un municipio y localidad española perteneciente a la provincia de Badajoz, en la comunidad autónoma de Extremadura.

## Situación geográfica

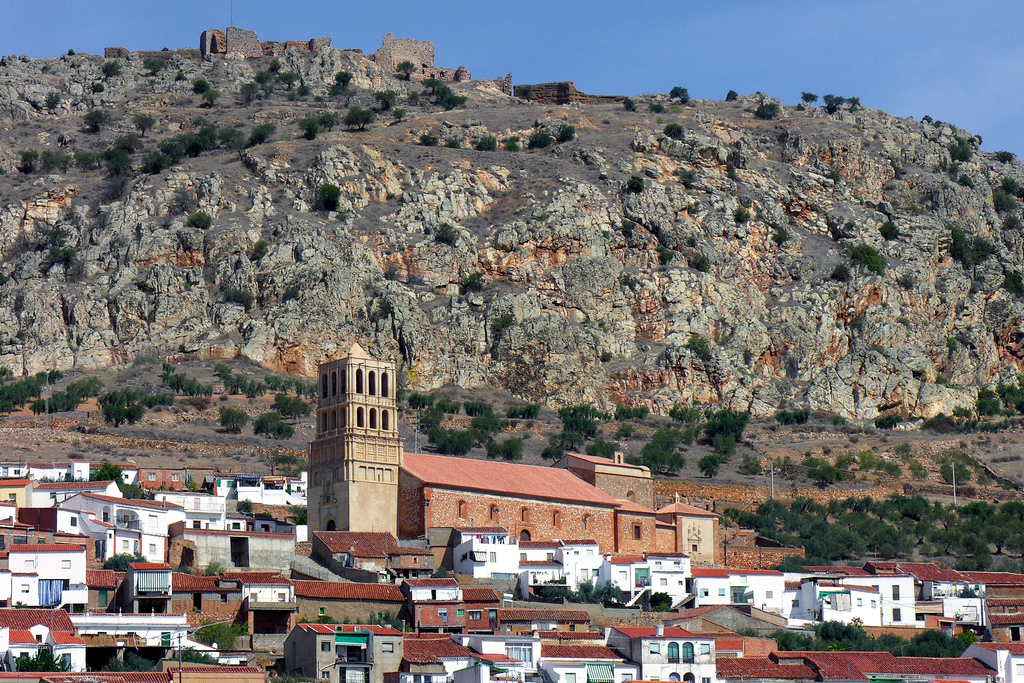
Vista de Hornachos

Hornachos, villa de unos 4000 habitantes, está situada en la parte sur de Extremadura, cerca de Villafranca de los Barros. Pertenece a la comarca de Tierra de Barros y al Partido judicial de Villafranca de los Barros.
El pueblo se encuentra situado en la Sierra Grande, entre dos valles, el de Los Moros y el de Los Cristianos, a una altitud de 538 metros.
Esta villa fue en la Edad Moderna uno de los principales asentamientos mudéjares y moriscos de la Corona de Castilla.

## Historia
Las pinturas rupestres de Abrigos de la Sillá atestiguan la presencia humana en esta zona desde el Neolítico.
Asentamiento romano de paso hacia Augusta Emerita y Alange, donde se encontraban termas de recreo romanas. En esa época, recibía el nombre de Fornacis, de ahí uno de sus gentilicios actuales (fornacense).
El nombre de la localidad, Hornachos, deriva del latín "fornus" (horno) empleados en la antigüedad para la fundición de metales como la galena argentífera, explotados en minas de la zona.
Con posterioridad al 711 fue ocupado por los musulmanes que levantaron una imponente fortaleza sobre la crestería de la sierra.
El 22 de abril de 1235 el rey Fernando III de Castilla donó Hornachos a la Orden de Santiago, como consecuencia del Reparto de Medellín.
A finales del siglo XV Hornachos era la población mudéjar más numerosa de la Corona de Castilla.
En 1594 formaba parte de la provincia de León de la Orden de Santiago y contaba con 1065 vecinos pecheros.
Parte de la población de esta villa salió en el siglo XVII con motivo del bando de expulsión de los moriscos dictado por Felipe III. Esta era una sociedad singularmente musulmana como el resto de las localidades de la provincia de la Orden de Santiago ya que hasta el siglo XVI fue encomienda. Una parte de los moriscos consiguió permanecer en el pueblo, quizás la tercera parte, protegidos por algunas familias de cristianos viejos. No obstante, tras la expulsión la villa entró en franca decadencia, convirtiéndose en un nido de malhechores y contrabandistas que se ocultaban entre la población. Muchos fueron los asesinatos y desórdenes públicos que por esta causa se cometieron, por lo que se establecieron en el pueblo fuerzas de seguridad y caballería. Los moriscos fundaron en Salé –junto a lo que posteriormente sería Rabat– una singular república pirata que trajo en jaque a la Corona española y a la francesa. Tan fue así que los moriscos hablaron con los monarcas españoles para volver a su «patria chica», es decir, Hornachos. La villa destaca también por haber tenido familias musulmanas que, tras la expulsión, se refugiaron en Marruecos. Entre aquellas familias podemos citar a los Vargas y los Correon que, al instalarse en Marruecos, tomaron los nombres de Bargach y Karioun.
A la caída del Antiguo Régimen, la localidad se constituye en municipio constitucional en la región de Extremadura. Desde 1834 quedó integrado en el Partido judicial de Almendralejo. En el censo de 1842 contaba con 623 hogares y 2600 vecinos.

## Demografía
Hornachos cuenta con una población de 3396 habitantes (INE 2024).
| Gráfica de evolución demográfica de Hornachos entre 1842 y 2021                                                       |
| |
| Población de derecho según los censos de población del INE. Población de hecho según los censos de población del INE. |

## Patrimonio
Herencia de la población morisca, durante el siglo XVI, el pueblo se constituyó como uno de los focos más importantes del arte mudéjar en la región extremeña, llegando a existir cuatro iglesias, una ermita y un convento. La Iglesia de Nuestra Señora de la Purísima Concepción, es la construcción más destacada que queda de la época. Fue iniciada en 1511. Presenta tres naves con cabecera gótica. Arcos ojivales separan las naves que se apoyan sobre pilares construidos de ladrillos. Las cubiertas son de madera, en la que destaca la parte central donde se puede ver el escudo imperial de Carlos V.
Iglesia parroquial católica bajo la advocación de La Purísima Concepción, en la Archidiócesis de Mérida-Badajoz.
La ermita de Nuestra Señora de los Remedios es un monumento muy importante en la localidad. Esta ermita acoge la venerada imagen de la patrona. Su fiesta es el 8 de septiembre.
El convento franciscano de San Ildefonso lo fundó Carlos I haciendo la progresión de las obras Felipe II. En dicho convento, destacan los retablos situados en el interior y la fachada en el exterior. Es aquí donde se realizan festejos y celebraciones, como son las fiestas de San Juan, el día de San Francisco y el zoco morisco.

## Gastronomía
La influencia árabe ha dejado su huella en esta localidad en platos como la sopa de ajo, las migas, el gazpacho, el salmorejo de conejo y la tradicional caldereta extremeña a base de cordero. 
En cuanto a la repostería cabe destacar las puchas, repápalos con  leche, las torrijas y las tradicionales roscas blancas y de pan, típicas de Semana Santa. 
Además, en Semana Santa, no podemos olvidar la sopas rociás o de tomates y el escabeche de habas o bacalao. 
En el mes de octubre/noviembre se lleva a cabo la Semana Micológica ofreciendo la posibilidad de degustar diversas variedades de setas recolectadas en la sierra de la localidad, Sierra Grande de Hornachos.  
No podemos dejar en el tintero la celebración de la ruta de la tapa. Se realiza una vez al año, y consiste en recorrer los bares y restaurantes de la localidad para degustar sus tapas creadas. Se alza con el premio aquel bar o restaurante que haya conseguido más votos de los participantes.  

## Actividad económica
Sector servicios, sobre todo, con una incipiente industria turística rural debido a su inmejorable situación y entorno natural. Actividad agrícola y ganadera, principalmente la cría del cerdo ibérico.
En referencia a esto, podemos decir que hay:
- Casas y apartamentos rurales.
- Fábricas de vinos y aceites.
- Fábricas de embutidos y jamones.

## Deporte
Hornachos cuenta con una escuela municipal de deportes que incluye tenis y fútbol en diversas categorías. También tiene un primer equipo masculino de fútbol, la Unión Deportiva Fornacense, actualmente militando en la Segunda división Extremeña.
Además de tenis y fútbol también se pueden practicar más deportes, como por ejemplo, el pádel, mountain bike, etc.

## Fiestas locales
- Las Candelas (2 de febrero). Durante este día, agrupaciones de vecinos/as organizan hogueras en distintas zonas del pueblo y degustan diferentes productos típicos de la tierra. Actualmente, dichas agrupaciones de vecinos y amigos se pueden inscribir en un concurso. Este consiste en caracterizarse para llevar a cabo una temática. Hay premios para las ganadoras.
- Carnaval (mes de febrero). Los habitantes de Hornachos se enfundan sus disfraces para disfrutar de unos días de fiesta carnavalera. Se hacen entregas de premios a los mejores trajes de carnaval.
- Semana Santa (mes de abril).Inmersa en las celebraciones litúrgicas que se desarrollan durante estos días santos en la iglesia parroquial. Destacar, desde la religiosidad popular, las procesiones y vía Crucis que transcurren por el caso antiguo de la Villa y la procesión del encuentro donde se bendicen las roscas de pascua. El lunes de Pascua los habitantes de la localidad se van a los campos a pasar el día con la familia y amigos.
- San Isidro (14 y 15 de mayo). Se realizan diversas actividades lúdicas y deportivas, a las que se suman una procesión de San Isidro el día 15 de mayo, finalizando la jornada con una día de Romería reuniendo a vecinos y vecinas en un ambiente de convivencia degustando productos típicos de la localidad.
- San Juan (23 de junio). La noche del 23 de junio, los hornachegos y las hornachegas se desplazan al pilar llamado San Francisco situado al lado del convento que cobra el mismo nombre, para mojarse la cabeza a las 00:00 horas. La leyenda cuenta que si te mojas la cabeza en este pilar y a esta hora, no tendrás dolores de ésta durante todo el año. Según la tradición, las aguas del manantial quedan bendecidas por el santo.
- Fiestas del Emigrante (mes de agosto). Consiste en llevar a cabo actividades para recordar a aquellos habitantes de la localidad que tuvieron que marchar de ésta por diversas razones, pero que aún siguen manteniendo sus raíces hornachegas volviendo al pueblo cuando les es posible, principalmente en el mes de agosto.
- Feria y fiestas patronales en honor a la Virgen de los Remedios (septiembre). Consiste en llevar a cabo diversas actividades para festejar el día de la patrona de la localidad. Las fiestas se celebran del 7 al 10 de septiembre, siendo el día 7 la noche de los fuegos y el día 8 el día de la patrona en el que se celebra la tradicional misa de campaña y posterior procesión alrededor de la ermita.

El día 11 se acostumbra celebrar tradicionalmente, y para despedir las fiestas, la noche de la verbena en la Plaza de España.
- El Cristo (mes de septiembre). Se desarrollan diversas actividades junto a la Parroquia de la Purísima Concepción para festejar el Santísimo Cristo del Rosario y Nuestra Señora de la Amargura.
- Fiesta de San Francisco. El día 4 de octubre se celebra, en torno al templo conventual, la festividad de San Francisco con una eucaristía y la popular y tradicional subasta del ramo del santo. Tres días antes se lleva a cabo un triduo en honor al santo.

## Parajes naturales
Se menciona como lugar de interés la Sierra Grande de Hornachos, que en 1998 fue declarada como Zona de especial protección para las aves (ZEPA), además de ser Zona de Interés Regional (ZIR) y Lugar de Importancia Comunitaria (LIC).

## Centro de Interpretación Sierra Grande de Hornachos
El Centro de Interpretación Sierra Grande de Hornachos alberga información sobre la Zona de Interés Regional Sierra Grande de Hornachos y permite dar a conocer el entorno, su flora y su fauna, además de la riqueza patrimonial de la zona. 

## Centro de Interpretación La Cultura Morisca
La Consejería de Cultura y Turismo creó este centro para afrontar el conflicto provocado por la expulsión de los moriscos durante el reinado de Felipe III, en concreto 1609, los moriscos hornachegos se marcharon en enero de 1610.
Este centro museístico está ubicado en el interior del antiguo pósito entre dos valles que han marcado la historia de Hornachos, el de los Moros y el de los Cristianos. Además, podemos decir que el Centro mantiene la línea del proyecto Museos de Identidad, nombre genérico de museos de carácter local y comarcal. 

## Ciudades hermanadas
- Rabat